# Список королів Італії

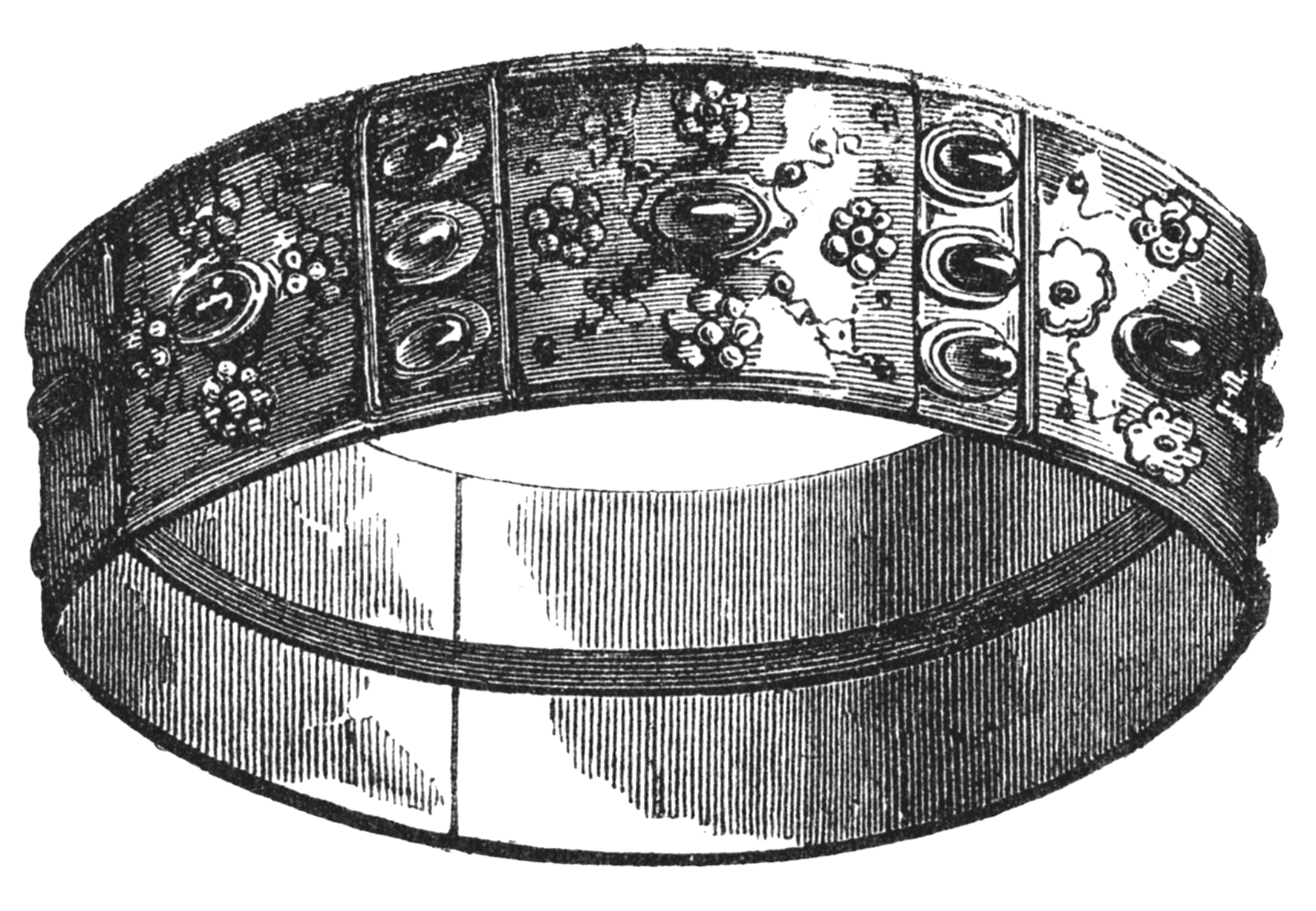

 Титул «король Італії» (лат. rex Italiae, італ. re d'Italia) носили правителі кількох історичних королівств:
- Ранньосередньовічного Італійського королівства, одного з варварських королівств у V — X століттях. Першим правителем, який претендував на титул короля Італії, був Одоакр і остготські та лангобардські королі, в IX—X століттях гілка Каролінгів і ряд інших претендентів. Жоден з німецьких королів Італії в цей період не контролював весь Апеннінський півострів. У 962—1806 титул короля Італії був з'єднаний з титулом імператора Священної Римської імперії.

- Італійського королівства, створеного 1805 року Наполеоном I в північній частині півострова (столиця — Мілан, правонаступник Цизальпійської (1797—1802) й Італійської (1802—1805) республік). Єдиним монархом цієї держави (до 1814) був сам Наполеон, віцекоролем — його пасинок Ежен Богарне;

- Італійського королівства, створеного в 1861 після об'єднання Італії. У ньому царювали монархи Савойської династії, яка раніше правила в Сардинському королівстві з центром в Турині; в 1870 столицю єдиної Італії перенесли в Рим. Королівство проіснувало до скасування монархії в червні 1946.

## Королі в Італії за періодами

### Королівство Одоакра
- 476–493 : Одоакр (бл. 433—493)

### Остготське королівство(476—553)
- 470–526 : Теодоріх Великий (451—526)
- 526–534 : Аталаріх (516—534)
- 526–534 : Амаласунта (пом. 535)
- 534–536 : Теодат (пом. 536)
- 536–540 : Вітігес (бл.500-542)
- В 540 році корону остготів пропонували візантійському полководцю Велізарію, але він відмовився.
- 540–541 : Ільдебад (пом. 541)
- 541–541 : Ерарік (пом. 541)
- 541–552 : Тотіла (пом. 552)
- 552–552 : Тейя (пом. 552)

### Лангобардське королівство(568—814)
- 568–572 : Албойн (пом. 572)
- 572–574 : Клеф (пом. 574)
- 574–584: Правління герцогів
- 584–591 : Автарій (пом. 591)
- 591–616 : Агілульф (пом. 616)
- 616–626 : Адалоальд (пом. 626)
- 626–636 : Аріоальд (пом. 636)
- 636–652 : Ротарій (пом. 652)
- 652–659 : Родоальд (пом. 659)
- 659–661 : Аріперт I (пом. 661)
- 661–662 : Годеперт (пом. 662)
- 662–672 : Грімоальд (пом. 672)
- 672–672 : Гарібальд (пом. 672)
- 672–691 : Перктаріт (пом. 691)
- 686–700 : Куніберт (пом. 700)
- 700–701 : Лютперт (пом. 701)
- 701–701 : Рагінперт (пом. 701)
- 701–712 : Аріперт II (пом. 712)
- 712–712 : Анспранд (пом. 712)
- 712–744 : Лютпранд (пом. 744)
- 744–744 : Гільдепранд (пом. 744)
- 744–749 : Рачіс (пом. 749)
- 749–756 : Айстульф (пом. 756)
- 756–774 : Дезидерій (пом. бл. 786)

У 774 Лангобардське королівство завоював король франків Карл Великий, який коронувався в Павії як король лангобардів.
- 774–814 : Карл I Великий (747–814), король франків з 768, імператор Заходу з 800

### Франкське Італійське королівство(781—963)
В 781 Карл Великий виділив своєму синові Піпіну Італію як королівство, васала франкського королівства (з 800 імперії).
- 781–810 : Піпін (777—810)
- 812–818 : Бернар (бл. 797—818)
- 818–855 : Лотар I (795—855), імператор Заходу з 817, король Баварії 814–817, король Серединного королівства з 843
- 844–875 : Людовик I (825—875), король Провансу з 863, імператор з 855
- 875–877 : Карл II Лисий (823—877), король Алеманії 831–833, король Аквітанії 839–843, 848–854, король Західного Франкського королівства з 840, імператор з 875
- 877–879 : Карломан (830—880), король Баварії з 876
- 879–887 : Карл III Товстий (839–888) — король Східного Франкського королівства 876–887 (до 882 король Алеманнії і Реції), король Західного Франкського королівства з 884–887, король Лотарингії (Карл II) з 882–887, імператор 881–887

Після повалення Карла Товстого в 887 королівство стало фактично незалежним, королі стали виборними.
- 888–924 : Беренгар I (850—924), маркграф Фріульський з 874, імператор з 915 . Визнав своїм сеньйором короля Східно-Франкського королівства Арнульфа Каринтійського, скинутий Арнульфом в 896, після відходу якого до 898 року королівство було розділене на 2 частини.
- 889–894 : Гвідо III Сполетський (пом. 894), маркграф Камеріно з 876, маркграф і герцог Сполето з 882, імператор з 891, противник Беренгара Фріульського
- 891–898 : Ламберт II Сполетський (пом. 896), маркграф і герцог Сполето і Камеріно 894–895, імператор з 894
- 896–899 : Арнульф Каринтійський (бл. 850—899), король Східного Франкського королівства з 887, імператор з 896
  - 896 : Ратольд, віцекороль Італії
- 900–905 : Людовик II Сліпий (бл. 880—928), імператор Заходу 901–905, король Нижньої Бургундії 887–924, противник Беренгара Фріульського в 900—902 і 905.
- 922–933 : Родольфо Бургундський (880—937), король Верхньої Бургундії з 912, Нижньої Бургундії з 933, вигнаний з Італії.
- 926–947 : Гуго Арльський (бл. 880—948), граф Арля бл. 895—928, граф Вьєнна бл. 895—926, король Нижньої Бургундії 924—933
- 945–950 : Лотар II (бл. 915—950)
- 950–961 : Беренгар II Іврейський (пом. 961), маркграф Івреі 924—940
- 950–963 : Адальберт I Іврейський (бл. 932 — бл. 975), співправитель батька

У 951 Оттон I Великий вторгся до Італії і був коронований як «король лангобардів». У 952 Беренгар і Адальберт визнали себе васалами Оттона, однак в 961 їх повалив Оттон.

### Італійське королівство в складі Священної Римської імперії (962—1648)
- - 1002–1014 : Ардуін Іврейський
  - 1093–1098 : Конрад, син імператора Генріха IV

### Італійське королівство (наполеонівське)(1805—1814)
- Ежен Богарне, віце-король, представляв Наполеона I

### Списоккоролів Італії Нового часу
1. Віктор Емануїл II (1861–1878)
2. Умберто I (1878–1900)
3. Віктор Емануїл III (1900–1946)
4. Умберто II (травень-червень 1946)